# ДОТ № 478 (КиУР)

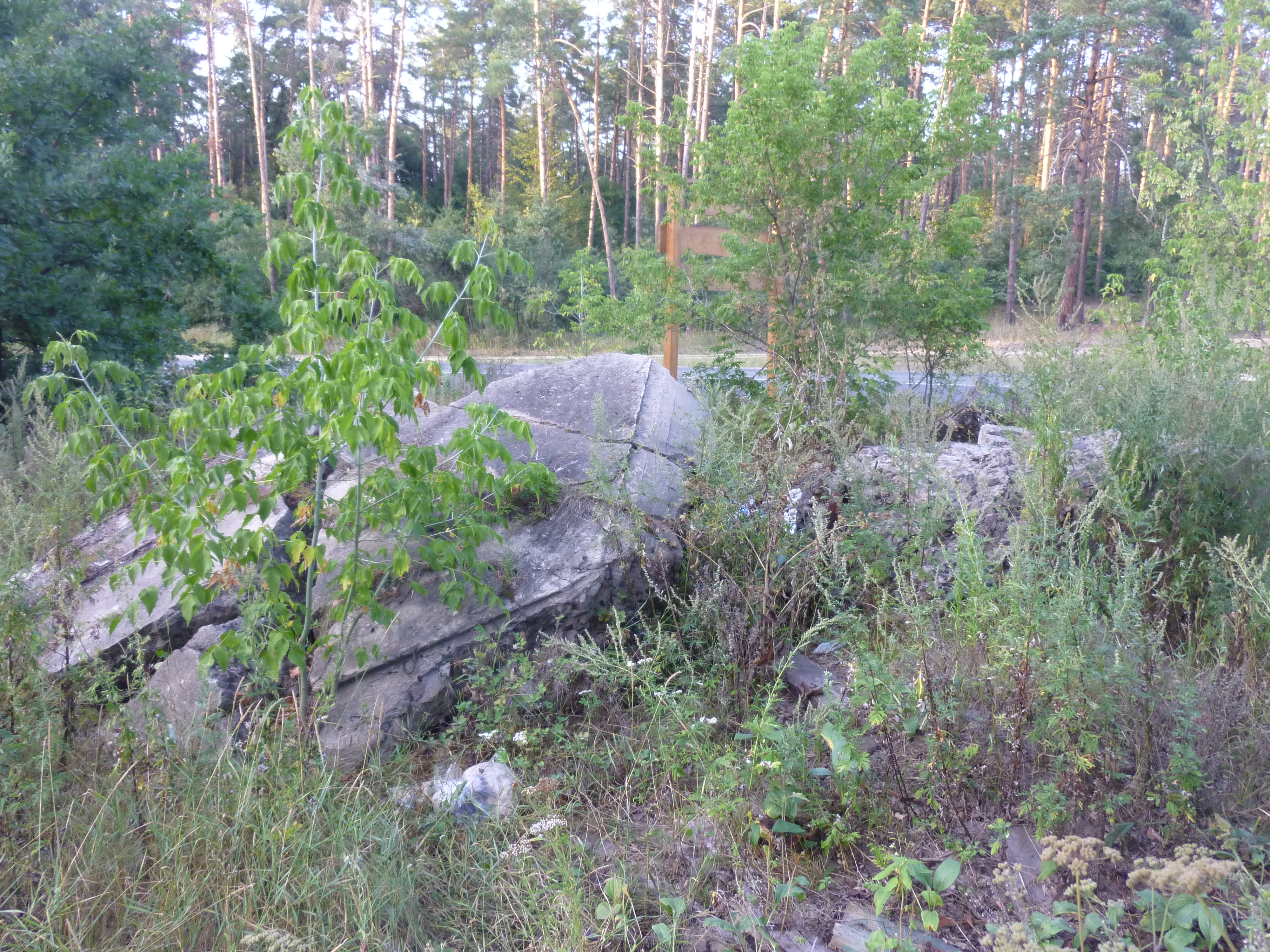
Руїни ДОТу № 478

50°32′28.42″ пн. ш. 30°18′49.20″ сх. д. / 50.5412278° пн. ш. 30.3136667° сх. д.
ДОТ № 478 — довготривала оборонна точка, що входила до складу першої лінії оборони Київського укріпленого району.

## Історія

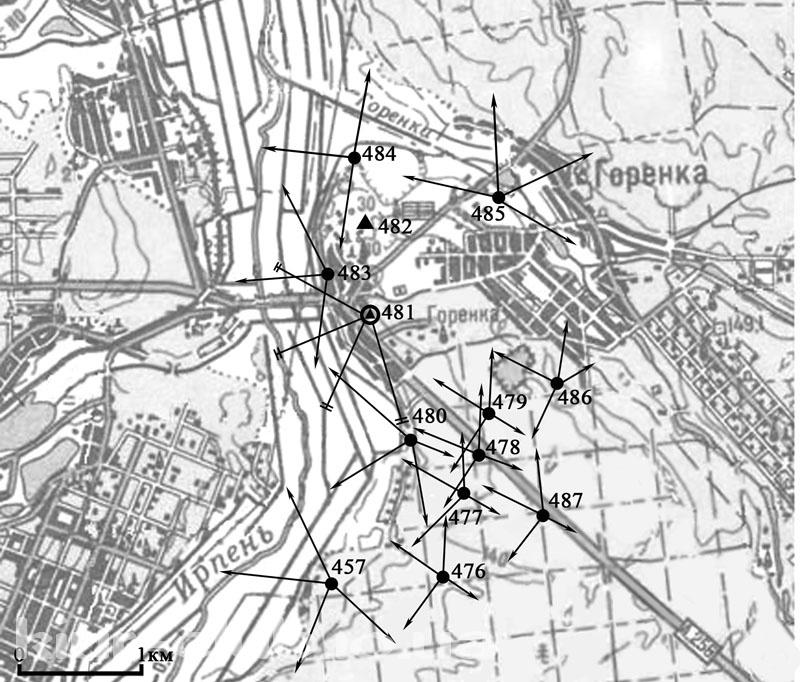
ДОТ № 478 у системі оборони 1-го БРО КиУР

ДОТ побудовано 1930 року на західній ділянці оборони м. Києва на південний схід від гужового мосту через річку Ірпінь. Оборонна точка має один поверх і три кулеметних амбразури, належить до оборонних споруд типу «М2». Споруда могла витримати одне влучення 152-мм гаубиці. ДОТ побудували в глибині оборони для вогневого контролю шляху Київ — Коростень (Гостомельське шосе). Ліс та рельєф місцевості на даній ділянці не давав цій фортифікаційній споруді вести вогонь на всю дистанцію ефективної стрільби.
Організаційно він входив до складу 1-го батальйонного району оборони (БРО) КиУРа, що прикривав район сіл Горенка — Мостище. З початком війни проти Німеччини гарнізон самої оборонної точки складався з бійців 161-го окремого кулеметного батальйону КиУР. До 24—25 серпня 1941 року ДОТ перебував у тилу радянських військ, бо фронт пролягав західніше. Під час другого штурму КиУР, що розпочався 16 вересня 1941 року, ДОТ не мав бойового контакту із супротивником. Удень 18 вересня війська 37-ї армії Південно-Західного фронту розпочинають за наказом відхід з КиУР та міста Київ. Гарнізони ДОТ КиУР належали до останніх, хто відходив на лівий берег Дніпра, серед них був і гарнізон ДОТ № 478. Удень 19 вересня передові загони 71-ї піхотної дивізії німців зайняли територію 1-го БРО без бою, затримуючи лише дезертирів-червоноармійців та перебіжчиків. Споруда знищена, обставини підриву невідомі. Скоріш за все її знищили німецькі сапери під час зачистки КиУР, вже після 19 вересня 1941 року.

## Сьогодення
ДОТ повністю зруйновано. Станом на 2013 рік руїни завалені сміттям.
ДОТ № 478 має статус пам'ятки історії місцевого значення.

## Галерея

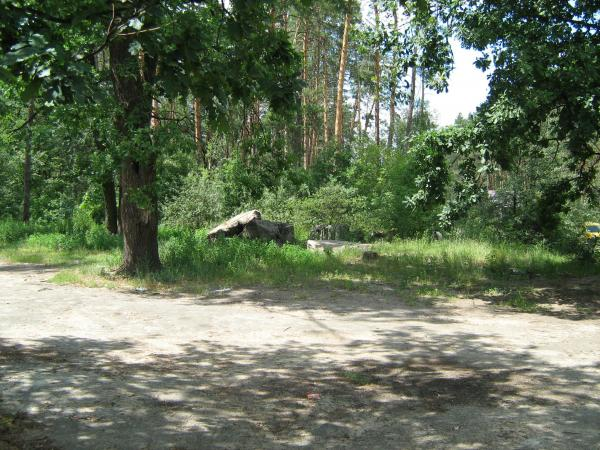
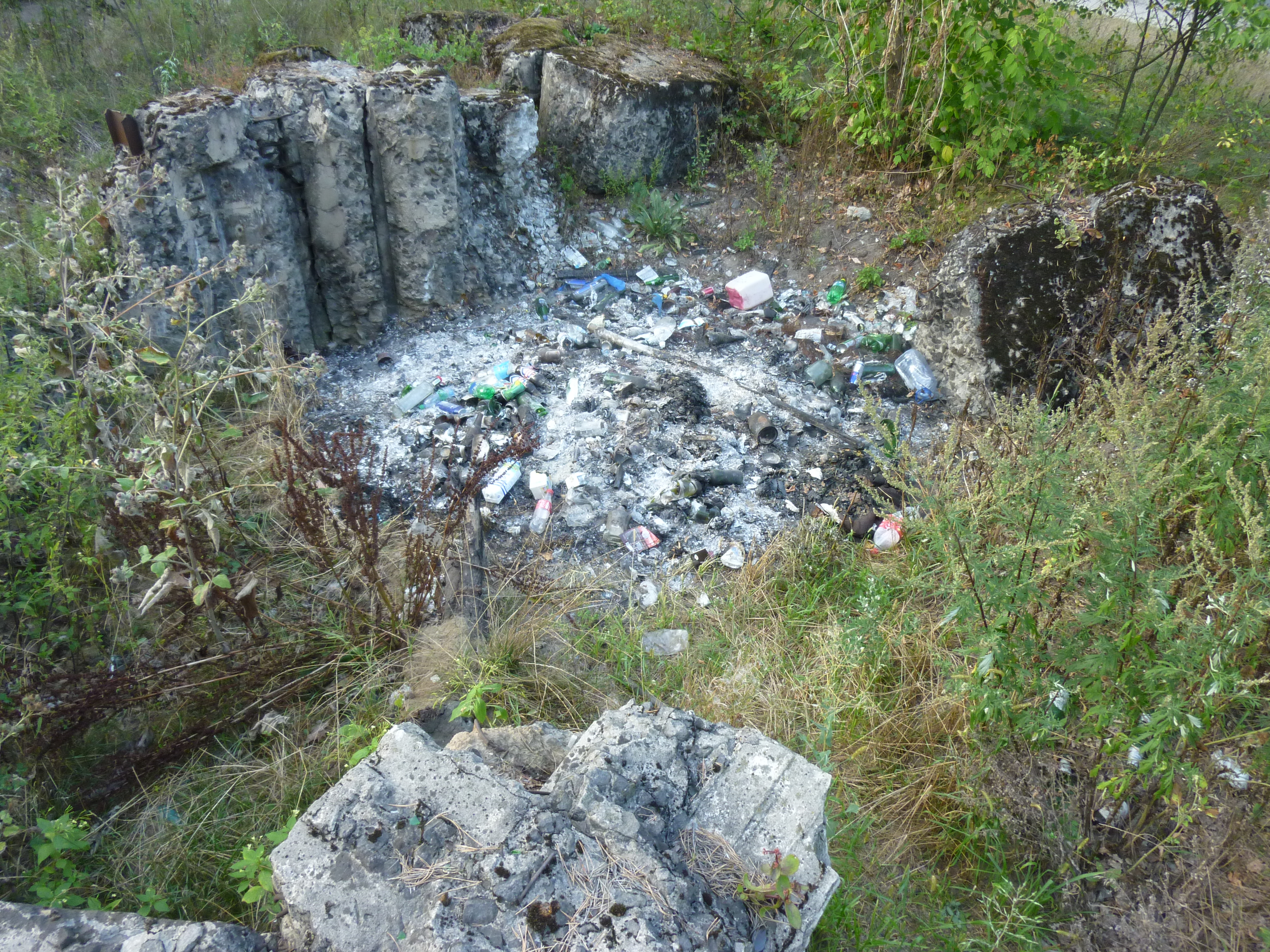
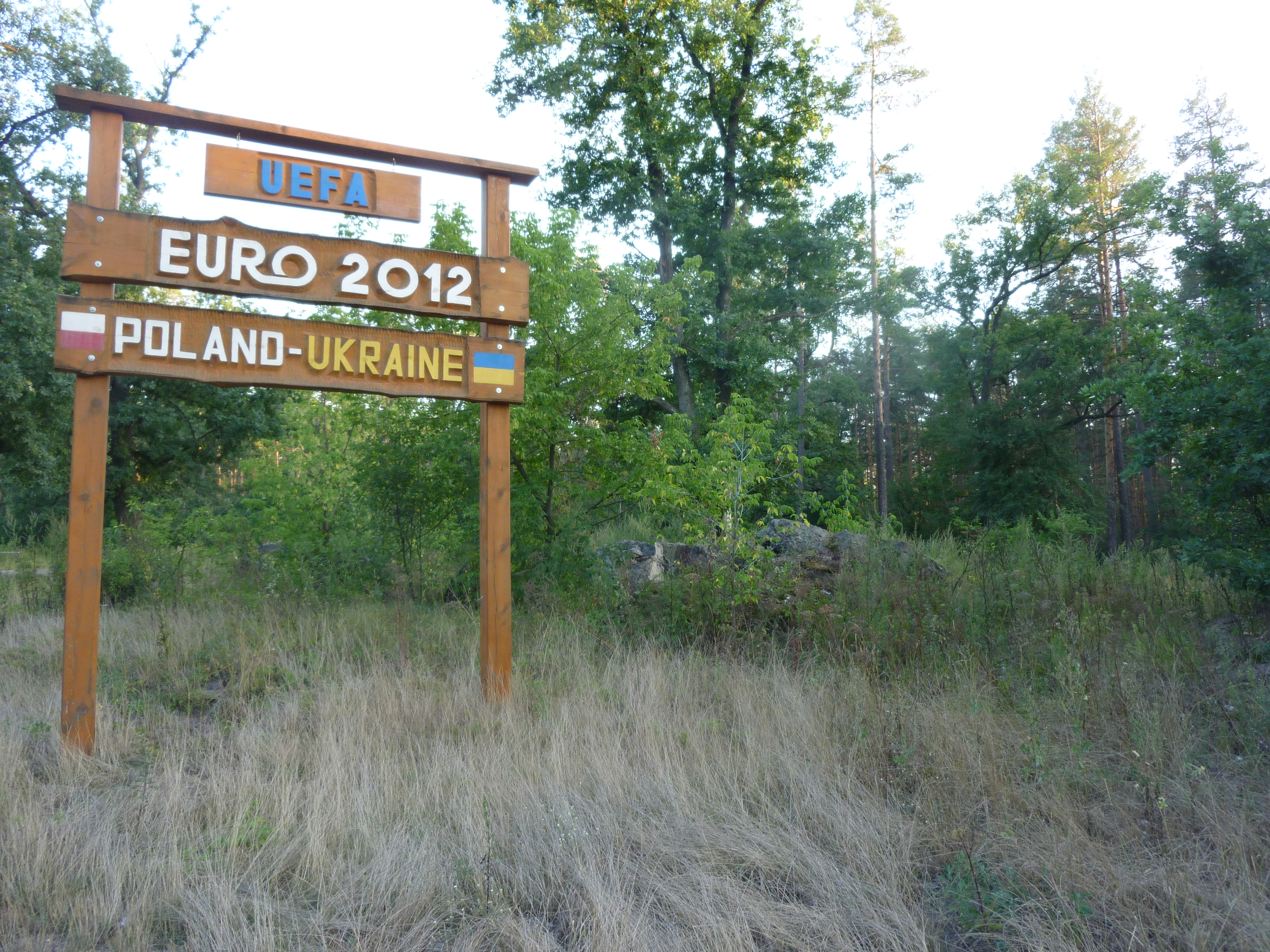
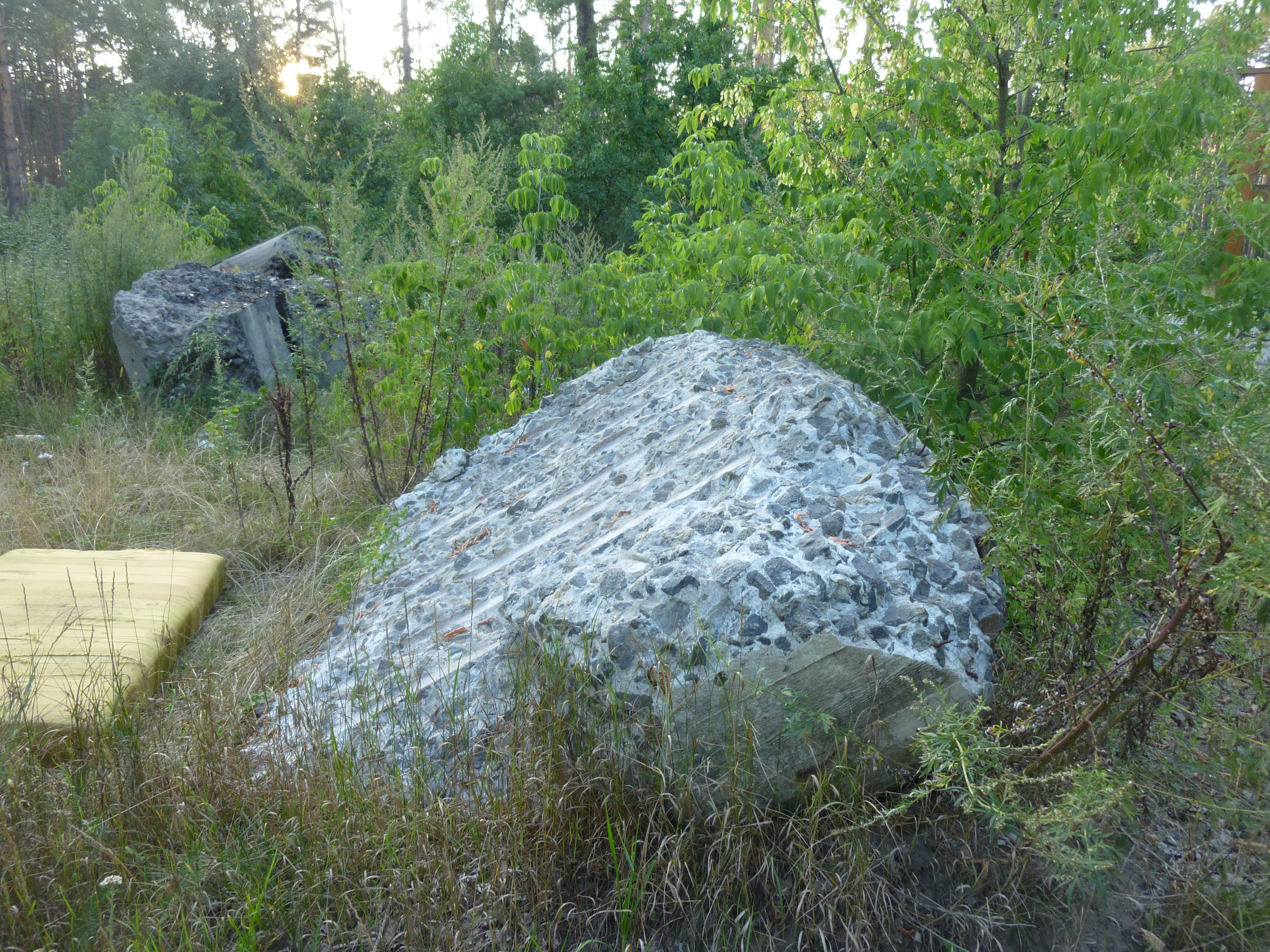